# Vuelta a Andalucía 1957
La 4.ª edición de la Vuelta a Andalucía se disputó entre el 1 y el 8 de febrero de 1957 con un recorrido de 1201,0 km dividido en 8 etapas, con inicio y final en Málaga. 
Participaron 73 corredores repartidos en 8 equipos de los que sólo lograron finalizar la prueba 39 ciclistas.
El vencedor, el  español Hortensio Vidaurreta, cubrió la prueba a una velocidad media de 31,726 km/h mientras que en la clasificación de la montaña se impuso el también español René Marigil.

## Etapas
| Etapa | Fecha        | Recorrido                       | Km    | Ganador de la etapa    |
| 1ª    | 1 de febrero | Málaga - Málaga                 | 135,0 | Miguel Bover           |
| 2ª    | 2 de febrero | Málaga - Granada                | 135,0 | René Marigil           |
| 3ª    | 3 de febrero | Cabra - Córdoba                 | 190,0 | Juan Bibiloni          |
| 4ª    | 4 de febrero | Córdoba - Sevilla               | 154,0 | Juan Bibiloni          |
| 5ª    | 5 de febrero | Sevilla - Sevilla               | 188,0 | Andrés Trobat          |
| 6ª    | 6 de febrero | Sevilla - Jerez de la Frontera  | 97,0  | Gabriel Mas            |
| 7ª    | 7 de febrero | Jerez de la Frontera - La Línea | 168,0 | Antonio Suárez Vázquez |
| 8ª    | 8 de febrero | La Línea - Málaga               | 134,0 | Gabriel Company        |

## Classificació final
|    | Ciclista                | Equip           | Temps       |
| -- | ----------------------- | --------------- | ----------- |
| 1  | Hortensio Vidaurreta    | Gamma           | 33h 35' 38" |
| 2  | Gabriel Mas             |                 | + 2' 49"    |
| 3  | Jesús Galdeano          | Ignis-Doniselli | + 3' 14"    |
| 4  | Antonio Jiménez Quiles  | Gamma           | + 4' 02"    |
| 5  | Andreu Trobat           | Faema           | + 4' 36"    |
| 6  | Ángel Guardiola         |                 | + 5' 42"    |
| 7  | José Pérez de las Heras |                 | + 6' 31"    |
| 8  | Francisco Moreno        | Gamma           | + 8' 47"    |
| 9  | Ángel Rodríguez López   |                 | + 9' 01"    |
| 10 | Miguel Bover            |                 | + 9' 02"    |